# Marie-Odile Attanasso
Marie-Odile Attanasso est une enseignante et une femme politique béninoise.

## Biographie
Marie-Odile Attanasso devient docteur en sciences économiques (option démographie) de l'Institut d'études politiques de Paris en 1996.
Elle intègre ensuite l'École nationale d'économie appliquée et de management de l'université d’Abomey-Calavi en tant qu'enseignante-chercheuse.
Elle est ministre de l'Enseignement supérieur et de la Recherche scientifique du Bénin d'avril 2016 à septembre 2019.
En 2016 et 2017, elle occupe plusieurs mois l'intérim du ministère de l'Économie et des Finances.
Dans le cadre d'une présidence tournante, elle est élue présidente du conseil des ministres du CAMES en juin 2019.

## Distinctions
- Commandeur de l'ordre international des Palmes académiques du CAMES (2019)[5]

## Quelques publications
- Marie-Odile Attanasso, « Analyse des déterminants de la pauvreté monétaire des femmes chefs de ménage au Bénin », Mondes en développement, vol. 4, no 128,‎ 2004, p. 41-63 (lire en ligne)
- Marie-Odile Attanasso, Femmes et pouvoir politique au Bénin des origines dahoméennes à nos jours, Cotonou, FES, 2013, 220 p. (ISBN 9789991914114)
- Marie-Odile Attanasso, « Profil et dynamique de la pauvreté selon le genre », Revue d'économie théorique et appliquée, vol. 4, no 1,‎ juin 2014 (ISSN 1840-7277, e-ISSN 1840-751X, lire en ligne)